# Castex (Gers)
Castex é uma comuna francesa na região administrativa de Occitânia, no departamento de Gers. Estende-se por uma área de 5,38 km². Em 2010 a comuna tinha 84 habitantes (densidade: 15,6 hab./km²).